# نوید اصفهان
نشریه نوید اصفهان، هفته نامه ای محلی درشهر اصفهان بود که از سال ۱۳۶۶ تا سال ۱۳۷۷ منتشر می‌شد. این روزنامه به مدیر مسئولی دکتر فضل‌الله صلواتی و سردبیری وحید صلواتی اداره می‌شد. این روزنامه به دلیل حمایت از طیف اصلاحات و همچنین همسویی با سیاستهای بی عدالت ستیزی در سال ۱۳۷۷ به دستور دادگاه ویژه روحانیت توقیف شد. پس از تعطیلی این نشریه بسیاری از خبرنگاران و نویسندگان آن به سایر نشریات کشور و در اصفهان به هفته نامه تندر به صاحب امتیازی مدیرمسئولی مرتضی پدریان جونی پیوستند و این دو نشریه نسلی طلایی از روزنامه نگاران را در تاریخ مطبوعات استان اصفهان ارائه دادند.
در هفته نامه تندر نیز که ادامه دهنده راه هفته نامه نوید اصفهان بود این روزنامه نگاران فعالیت داشتند
- احمد شیرزاد
- علی مزروعی
- وحید صلواتی
- فرید صلواتی
- محمود ابراهیمی
- محمدجواد عیدی
- محمود آقایی
- لیلا شکوه فر
- حسن علیخانی
- هوشنگ مظاهری
- علیرضا صرافان
- فضل الله سلطانی
- مهدی محبی
- رضا صالح پژوه
- عادل دهدشتی
- محمدرضا زادهوش
- کوروش محمدی
- بهرام کاردان
- علی اکبر نوری زمان آبادی
- سید مهدی سجادی نائینی
- رضا اسماعیلی
- علیرضا روحانی
- ایمان حجتی
- مجید آقابابایی
- هادی عسکریانفر

## منبع
- خاطرات دکتر فضل‌الله صلواتی
- وبلاگ دکتر صلواتی بایگانی‌شده  در ۱۵ ژوئن ۲۰۱۲ توسط Wayback Machine